# Professor Booty
Professor Booty는 비스티 보이즈가 발매한 힙합 음악 싱글이다.